# 오사카 고속철도
오사카 고속철도 주식회사(일본어: 大阪高速鉄道株式会社 오사카코소쿠테츠도카부시키가이샤[*])는 오사카부에 2개의 과좌식 모노레일 노선을 운영하고 있는 오사카 부 출자 제3섹터 회사이다. 본사는 오사카 부 도요나카시에 있으며, 일반적으로는 오사카 모노레일로 호칭하고 있다. 총 영업거리 28km의 모노레일로 기네스 북에 등재되었다.
관서 지방 주요 사철과는 한큐와 케이한만이 환승되지만, 관서 지방 주요 사철 각사가 이 회사의 주주로 포함되어 있다.
스룻토 KANSAI 카드에 새겨져있는 부호는 OM이다,

## 노선
- 오사카 고속철도 오사카 모노레일선
- 오사카 모노레일 사이토선

## 차령
- 1000게
- 2000게
- 3000게